# Рівердейл (телесеріал)
«Рівердейл» (англ. Riverdale) — американська телевізійна підліткова драма, заснована на персонажах коміксів Archie Comics. Телепередача адаптована каналом The CW, поставлена Роберто Агірре-Сакасою та спродюсована Warner Bros. Television та CBS Television Studios у співпраці із Berlanti Productions і Archie Comics. Первинно адаптація мала стати художнім фільмом для Warner Bros. Pictures, проте пізніше ідея була переглянута і переведена у вигляд телевізійної програми для Fox. У 2015 виробництво проєкту перейшло до The CW, який замовив зйомки пілотної серії. Знімальні роботи проходили у Ванкувері, Британська Колумбія, Канада.
Телесеріал базується на персонажах коміксів Archie Comics, із Кей Джей Апою у ролі Арчі Ендрюса, Лілі Рейнхарт у ролі Бетті Купер, Камілою Мендес у ролі Вероніки Лодж і Коулом Спроусом у ролі Джагхеда Джонса. У ролях також присутні акторка Меделін Петш у ролі Шеріл Блоссом, Ешлі Мюррей у ролі Джозі Маккой та Кейсі Котт у ролі Кевіна Келлера. Інші персонажі включають батьків головних героїв: Люк Перрі у ролі Фреда Ендрюса, Медхен Емік у ролі Еліс Купер, Марісоль Ніколс і Марк Консуелос у ролях Герміони та Гірама Лоджів, а також Скіт Ульріх у ролі Еф. Пі. Джонса.
Перша серія вийшла на телеекрани 26 січня 2017 і отримала позитивні огляди. 22-епізодний другий сезон вийшов на екрани 11 жовтня 2017 і закінчився 16 травня 2018. 3 квітня 2018 The CW поновив телесеріал на третій сезон; перша серія третього сезону вийшла 10 жовтня 2018. 31 січня 2019 року телеканал The CW продовжив серіал на четвертий сезон. Також в розробці знаходиться спін-офф під назвою «Кеті Кін», пілот якого був замовлений каналом в січні 2019 року.
5 березня 2019 року зйомки серіалу були ненадовго припинені, щоб переписати сценарій фінальних епізодів третього сезону в зв'язку зі смертю одного з головних акторів серіалу: Люк Перрі, який грає роль Фреда Ендрюса, помер від інсульту 4 березня 2019 року в Лос-Анджелесі.
7 січня 2020 року канал The CW продовжив серіал на п'ятий сезон . Прем'єра п'ятого сезону відбулась в 20 січня 2021 року. 3 лютого 2021 року серіал було продовжено на шостий сезон. Прем'єра шостого сезону серіалу відбулась 16 листопада 2021 року. 22 березня 2022 року телесеріал було продовжено на фінальний сьомий сезон прем'єра якого відбудеться 29 березня 2023 року.

## Сюжет
Епізоди фокусуються на житті Арчі Ендрюса та його друзів, які мешкають у невеличкому містечку Рівердейл. Після неочікуваного вбивства Джейсона Блоссома, вони починають розслідувати моторошні таємниці міста, які приховані за його вдавано ідеалістичним іміджем. Відтепер в Рівердейлі уже ніколи не буде безпечно
Перший сезон
Містечко Рівердейл повільно оговтується від трагічної смерті юного Джейсона Блоссома. Арчі Ендрюс виявляє свою любов до музики і вирішує просуватися у музичній кар'єрі. Його секретні стосунки із вчителькою музики  можуть коштувати йому дружби із  найкращим другом Джагхедом Джонсом, якого він знає із самого дитинства. З іншого боку в Арчі закохана найкраща подруга і другий друг дитинства Бетті Купер. Бетті вимушена боротися зі своєю матір'ю, яка контролює її дії;  погіршенням сімейного життя через секрети родини, які їй доведеться розкрити власноруч. Бетті вирішує почати змінюватися після знайомства із Веронікою Лодж, багатою однокласницею, яка переїхала разом із матір'ю до Рівердейлу із Нью-Йорку після того, як сім'ю зачепив скандал, в якому зав'язаний її батько.
Другий сезон
У Рівердейлі з'являється серійний маніяк Чорний Капішон, метою якого є очищення міста від грішників. Для Арчі і його друзів ця справа стає особистою і вони мають намір самостійно розкрити особистість нападника. Паралельно з цим в місто повертається Гіром Лодж, який має власні плани на Рівердейл. 
Третій сезон
Розпочинається випускний навчальний рік, на який Арчі Ендрюс може не потрапити через звинувачення в убивстві і подальше ув'язнення. Поки війна банд розгорається ще більше, в Рівердейлі з'являється дивне створіння, яке вбиває своїх жертв ритуальним способом.

## Акторський склад та персонажі
= Головна роль в сезоні
     = Другорядна роль в сезоні
     = Гостьова роль в сезоні
     = Не з'являється
| Актор           | Персонаж                              | Поява в сезонах | Поява в сезонах | Поява в сезонах | Поява в сезонах | Поява в сезонах | Поява в сезонах | Поява в сезонах |
| Актор           | Персонаж                              | 1               | 2               | 3               | 4               | 5               | 6               | Епізоди         |
| --------------- | ------------------------------------- | --------------- | --------------- | --------------- | --------------- | --------------- | --------------- | --------------- |
| Кей Джей Апа    | Арчі Ендрюс                           | 13              | 22              | 22              | 19              | 19              | 22              | 96              |
| Лілі Рейнхарт   | Елізабет (Бетті Купер )               | 13              | 22              | 22              | 19              | 19              | 22              | 96              |
| Каміла Мендес   | Вероніка Лодж                         | 13              | 22              | 22              | 19              | 18              | 22              | 95              |
| Коул Спроус     | Форсайт Пенделтон (Джагхед) Джонс III | 13              | 22              | 22              | 19              | 18              | 22              | 95              |
| Меделін Петш    | Шеріл Блоссом                         | 12              | 21              | 20              | 18              | 19              | 20              | 91              |
| Марісоль Ніколс | Герміона Лодж                         | 13              | 20              | 15              | 11              | 5               |                 | 64              |
| Медхен Емік     | Еліс Купер                            | 12              | 20              | 19              | 16              | 16              | 1               | 85              |
| Ешлі Мюррей     | Джозі МакКой                          | 7               | 17              | 14              | 1               | 1               |                 | 40              |
| Люк Перрі       | Фредерік (Фред) Ендрюс                | 13              | 20              | 13              | 3               | 1               |                 | 50              |
| Марк Консуелос  | Хайрам Лодж                           |                 | 21              | 20              | 17              | 17              |                 | 75              |
| Кейсі Котт      | Кевін Келлер                          | 13              | 21              | 20              | 19              | 19              | 19              | 91              |
| Скіт Ульріх     | Форсайт Пендлтон (ЕфПі) Джонс II      | 8               | 17              | 20              | 17              | 3               |                 | 65              |
| Чарльз Мелтон   | Реджі Мантл                           | 6               | 15              | 16              | 13              | 18              | 1               | 69              |
| Ванесса Морган  | Тоні Топаз                            |                 | 17              | 17              | 18              | 12              | 1               | 65              |
| Дрю Рей Таннер  | Фенгс Фогерті                         |                 | 12              | 17              | 8               | 15              | 1               | 51              |
| Ерін Вестбрук   | Табіта Тейт                           |                 |                 |                 |                 | 15              | 1               | 16              |
| Всього епізодів | Всього епізодів                       | 13              | 22              | 22              | 19              | 19              | 22              | 95'             |

- Кей Джей Апа у ролі Арчібальда «Арчі» Ендрюса: старшокласник, гравець шкільної футбольної команди, який захоплюється музикою. Найкращий друг Джагхеда Джонса та Бетті Купер.[14] Хлопець Вероніки Лодж. Він глибоко залучений до захисту громади від будь-якої небезпеки.

- Лілі Рейнхарт у ролі Елізабет «Бетті» Купер: розумна старшокласниця, яка була закохана у свого найкращого друга Арчі. Починає дружити і згодом стає найкращою подругою Вероніки Лодж. Зустрічається з Джагхедом Джонсоном, з яким веде шкільну газету. Вона постійно бореться за своїх друзів і сім'ю і зробить все можливе, щоб захистити близьких.

- Каміла Мендес у ролі Вероніки Лодж: в минулому світська дівчина-старшокласниця із Нью-Йорку, яка переїхала до Рівердейлу і стала подругою Бетті.[15] Дівчина Арчі Ендрюса. Показано, що вона амбітна до крайності з сильним бажанням досягти успіху, водночас намагаючись залишатися незіпсованою.

- Коул Спроус у ролі Форсайта «Джаґгеда» Джонса III: найкращий друг Арчі, старшокласник, соціальний вигнанець із філософськими схильностями. Хлопець Бетті Купер.[16] Він був лідером банди Southside Serpents. Його так званий статус «фріка» дозволяє йому писати про Рівердейл — точніше, про вбивство Джейсона, з об’єктивної точки зору.

- Марісоль Ніколс у ролі Герміони Лодж: матір Вероніки, яка повернулася до Рівердейлу разом зі своєю дочкою після ув'язнення її чоловіка Гірама Лоджа.[17]

- Меделін Петш у ролі Шеріл Блоссом: багата, психічно травмована та маніпулятивна дівчина із титулами, яка є однокласницею Арчі і його друзів.[18]

- Ешлі Мюррей у ролі Джозефін "Джозі" МакКой: провідна солістка гурту "Джозі та кішечки" та однокласниця Арчі та його друзів.[14]

- Медхен Емік у ролі Еліс Купер: матір Бетті та Поллі, редактор місцевої газети.[19]

- Люк Перрі у ролі Фредеріка «Фреда» Ендрюса: батько Арчі, який володіє будівельною компанією.[20]

- Марк Консуелос у ролі Гірама Лоджа: батько Вероніки, якого нещодавно ув'язнили за нелегальну діяльність. Консуелос приєднався до акторського складу другого сезону у якості одного із головних персонажів, хоча у першому сезоні про нього лише згадували.[21]

- Кейсі Котт у ролі Кевіна Келлера: відкритий гей, однокласник та друг Арчі, Бетті і Вероніки. Син шерифа Рівердейлу. У другому сезоні став одним із другорядних провідних персонажів.[22]

- Скіт Ульріх у ролі Форсайта Пендлтона Джонса II: віддалений батько Джагхеда та лідер Змій Саутсайду — банди злочинців, яка проживає та веде свою активність на кордоні Рівердейлу.[23][24] У другому сезоні персонаж Ульріха став одним із другорядних провідних персонажів.[25]

Фото акторів головних персонажів
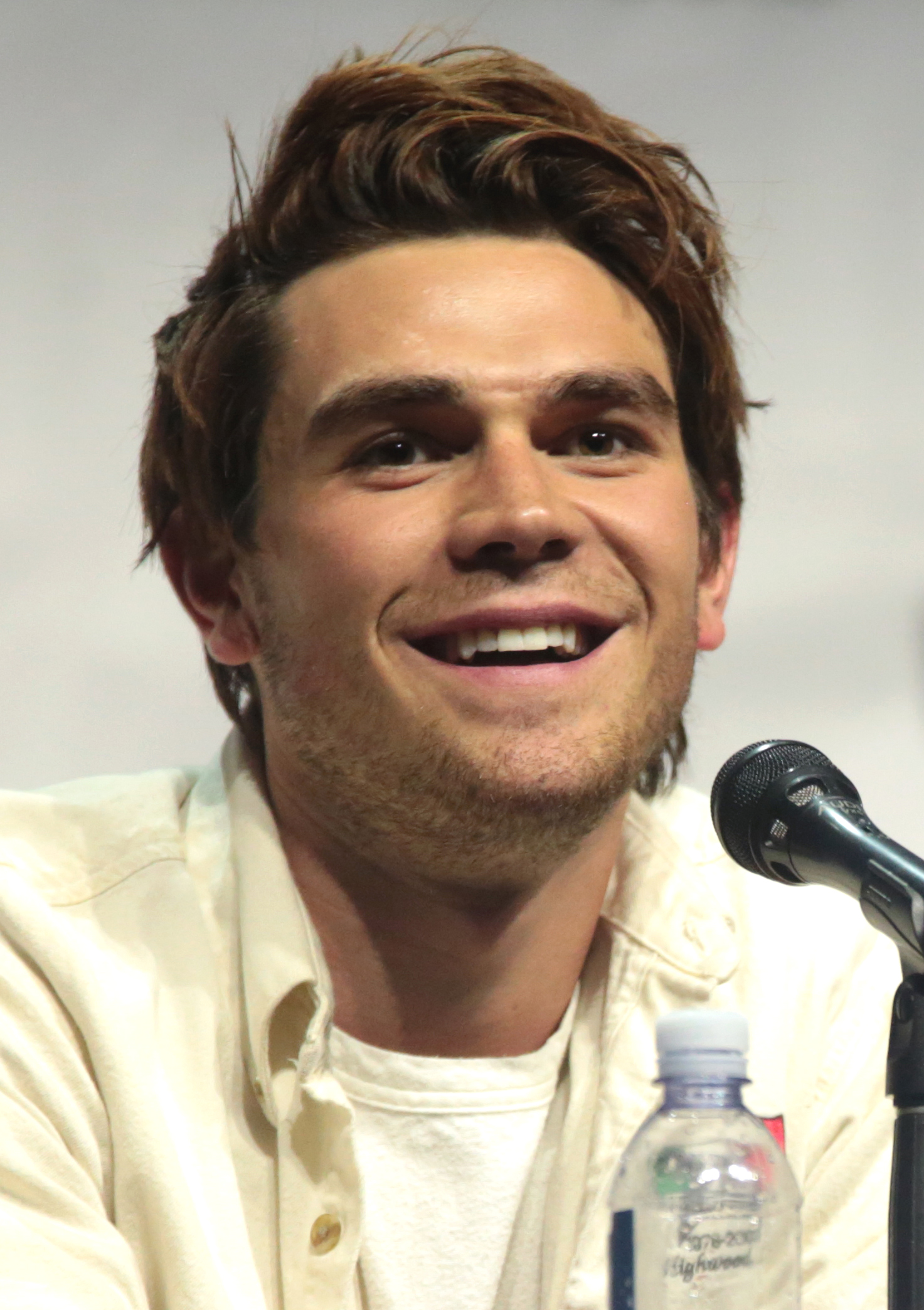
Кей Джей Апа у ролі Арчі.
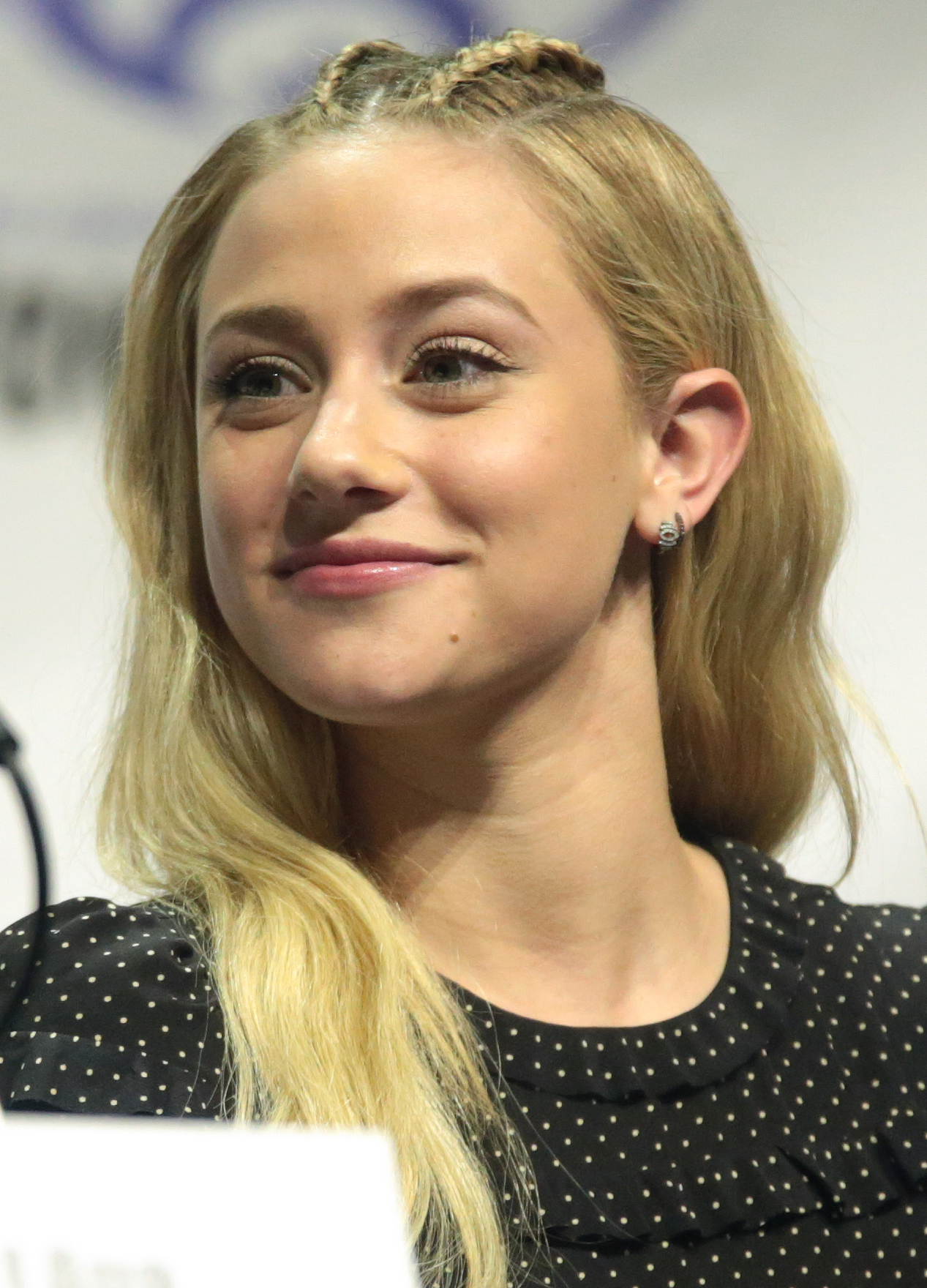
Лілі Рейнгарт у ролі Бетті.
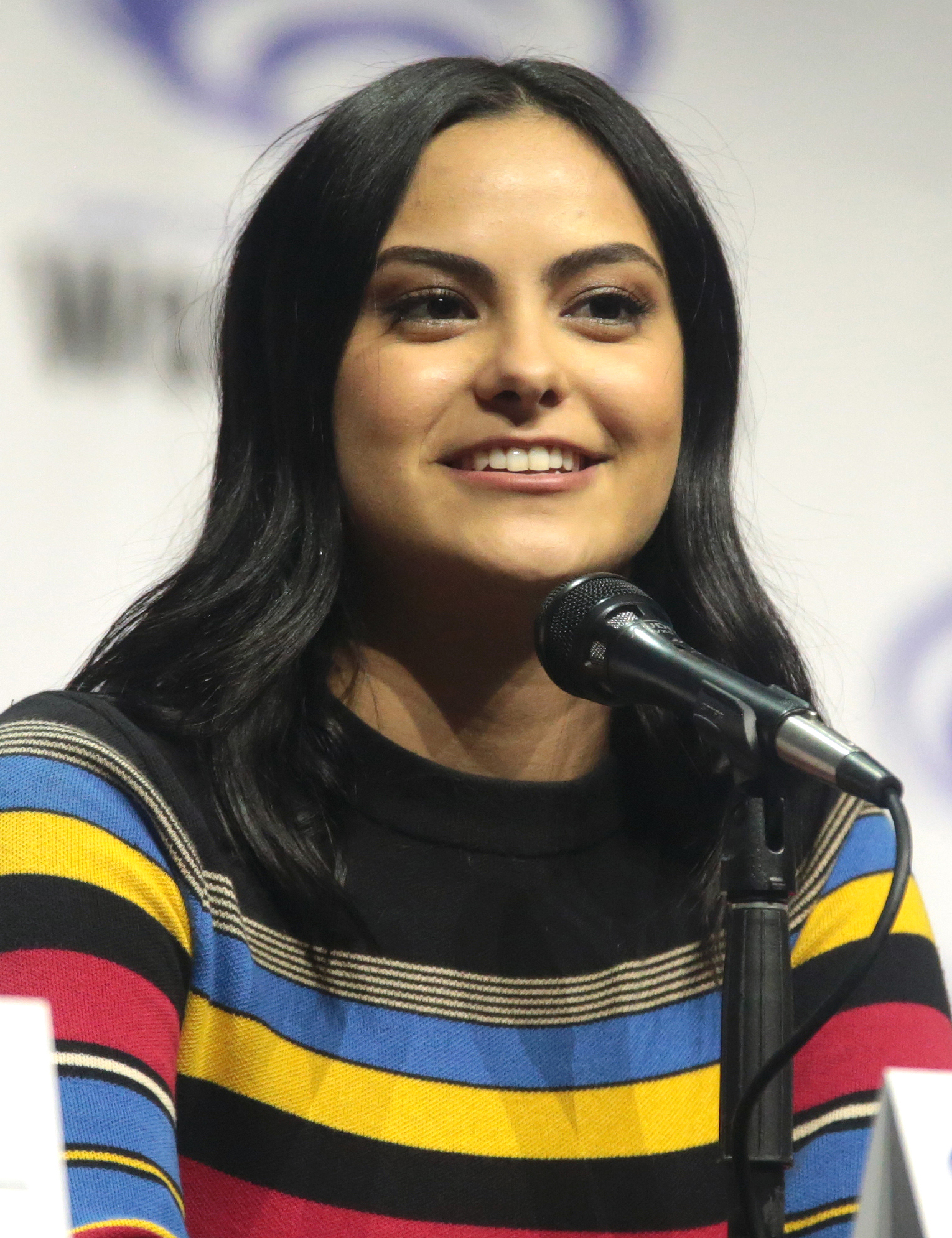
Каміла Мендес у ролі Вероніки.
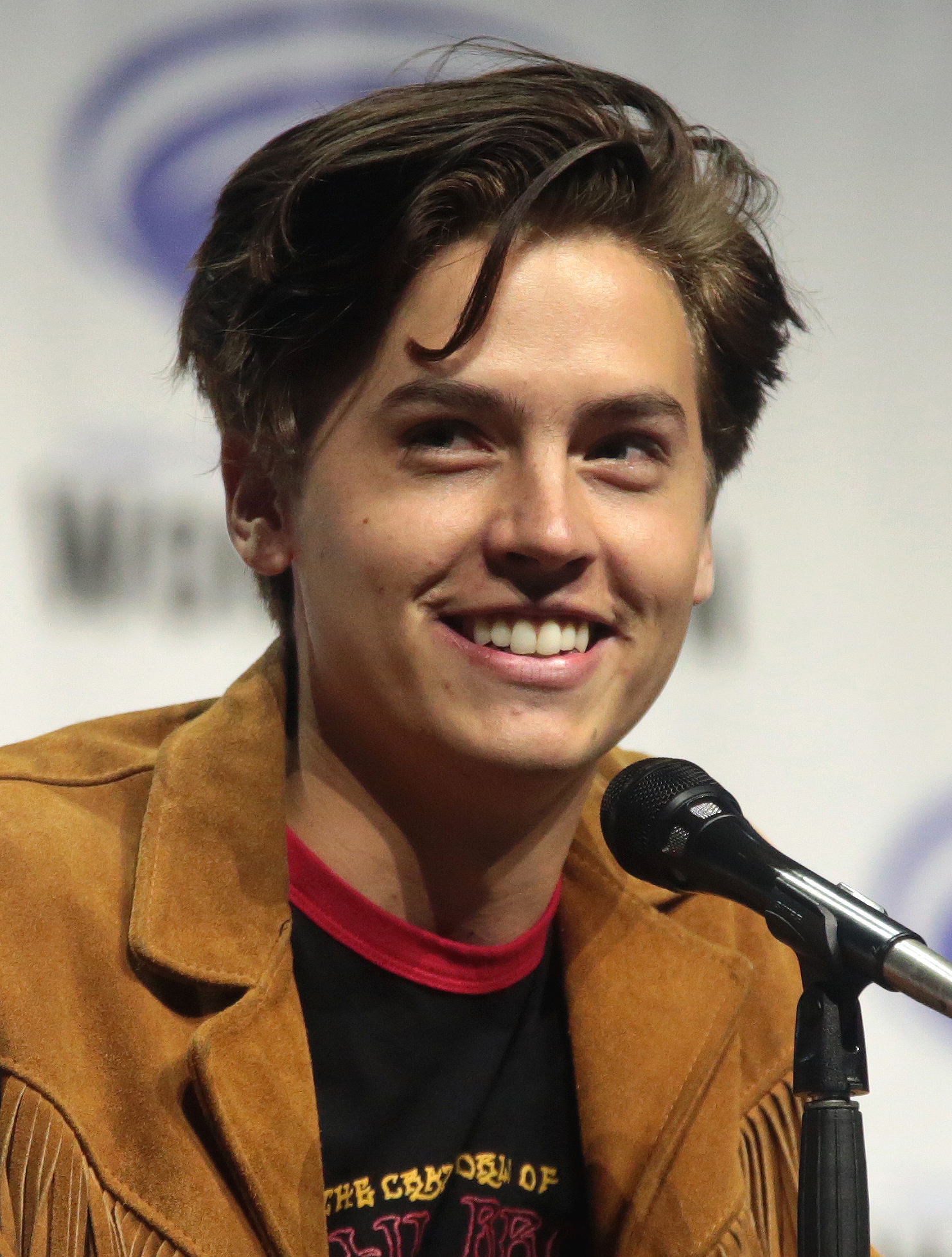
Коул Спроус у ролі Джагхеда.
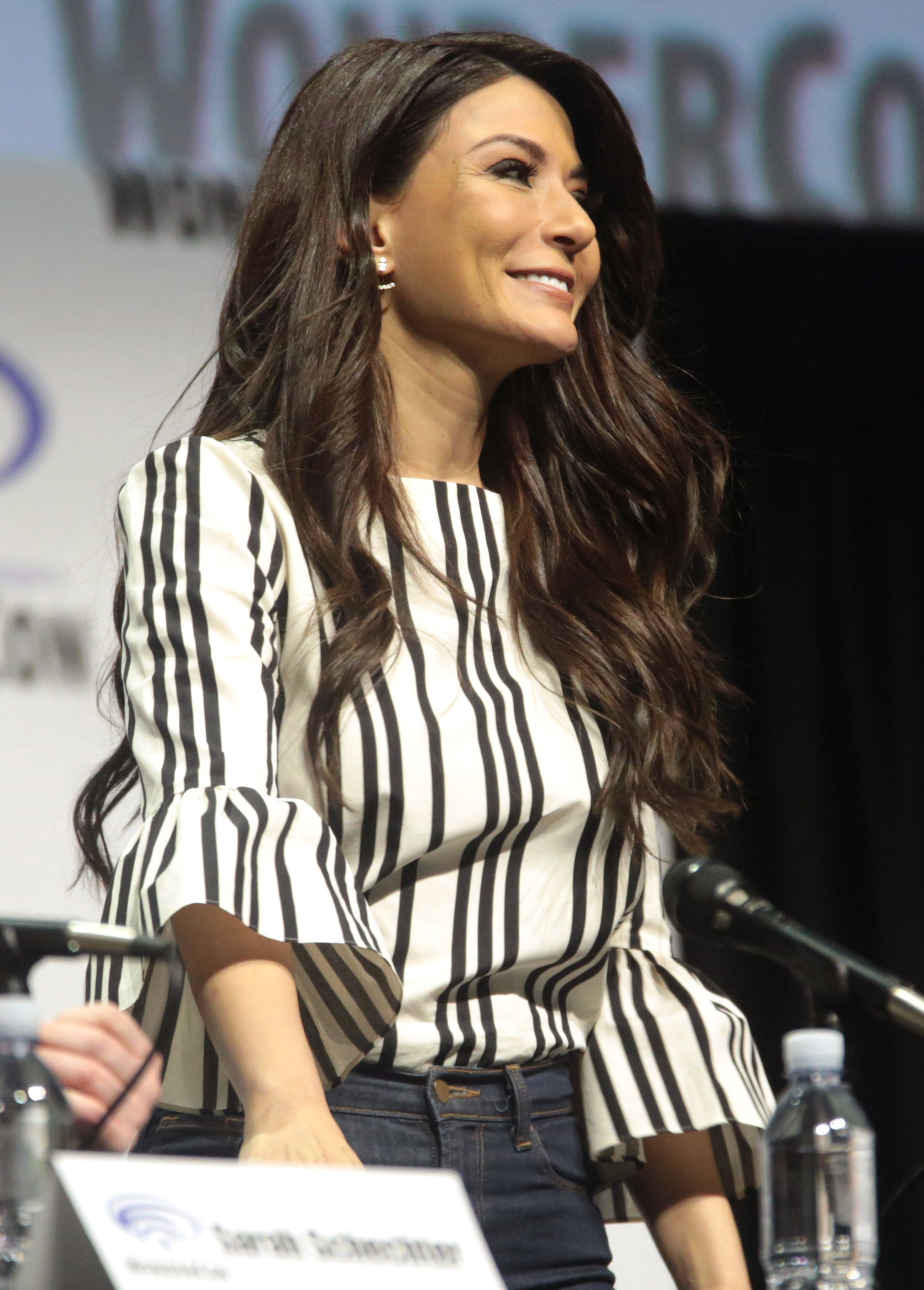
Марісоль Ніколс у ролі Герміони.
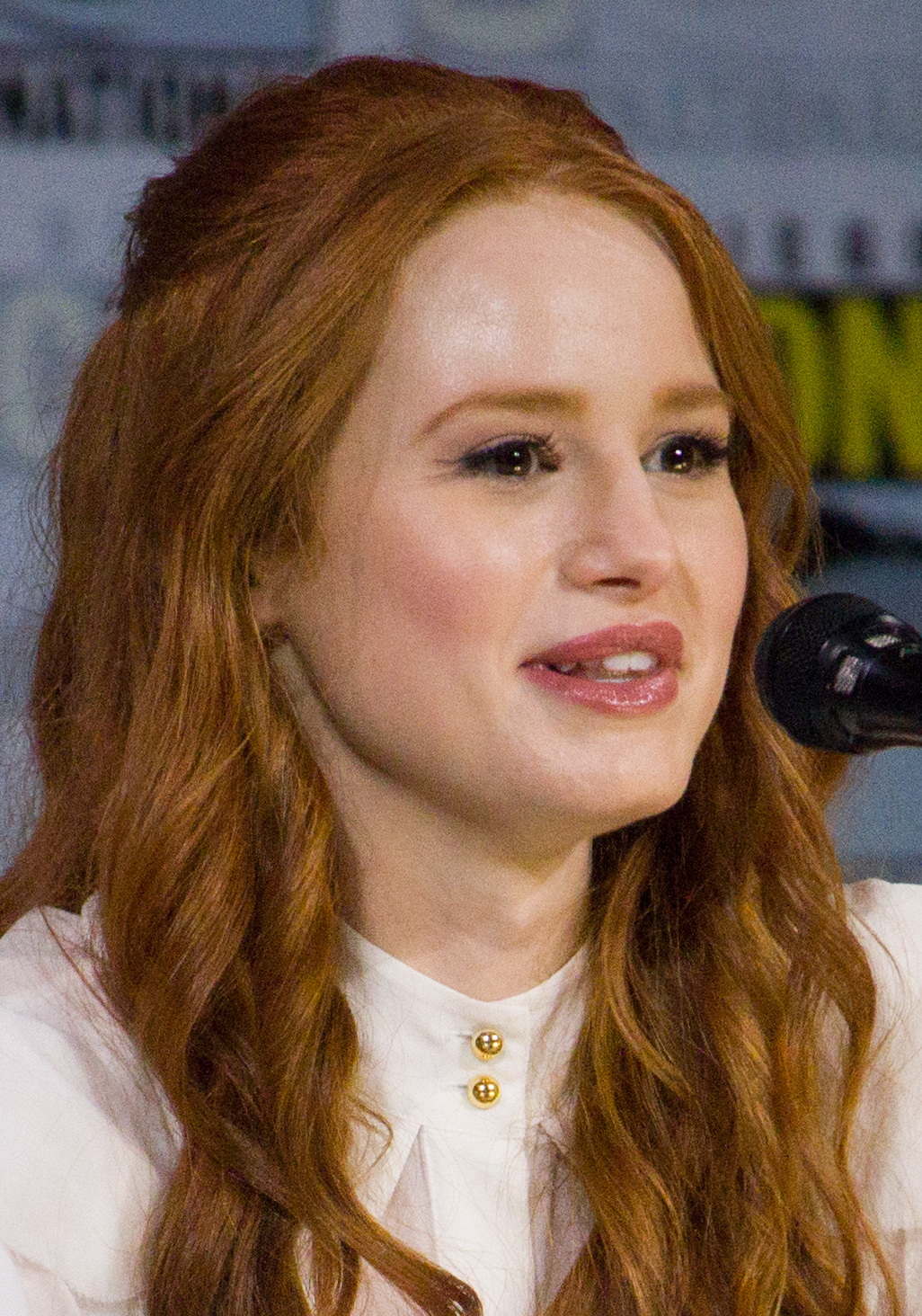
Меделін Петш у ролі  Шеріл.
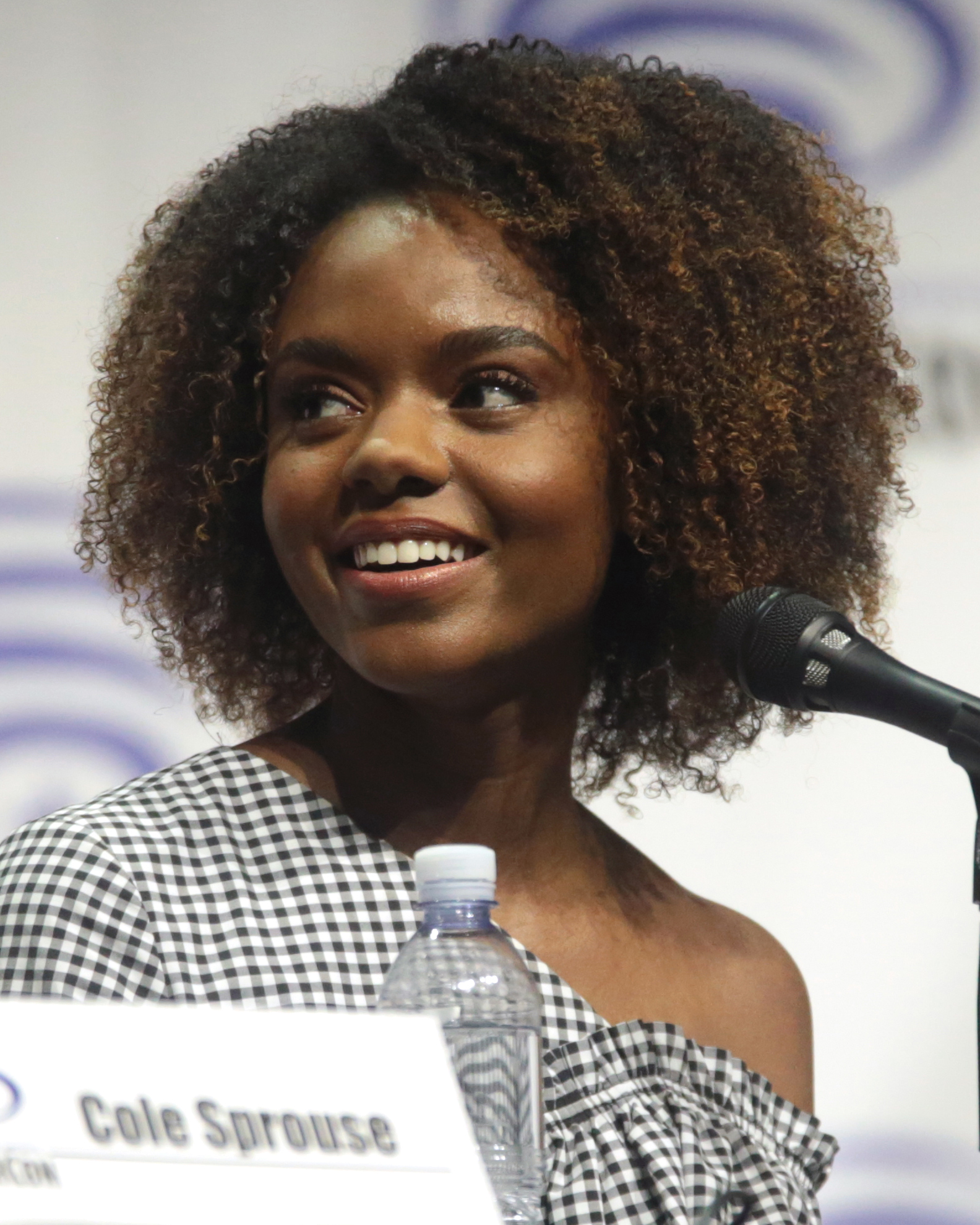
Ешлі Мюррей у ролі Джозі.
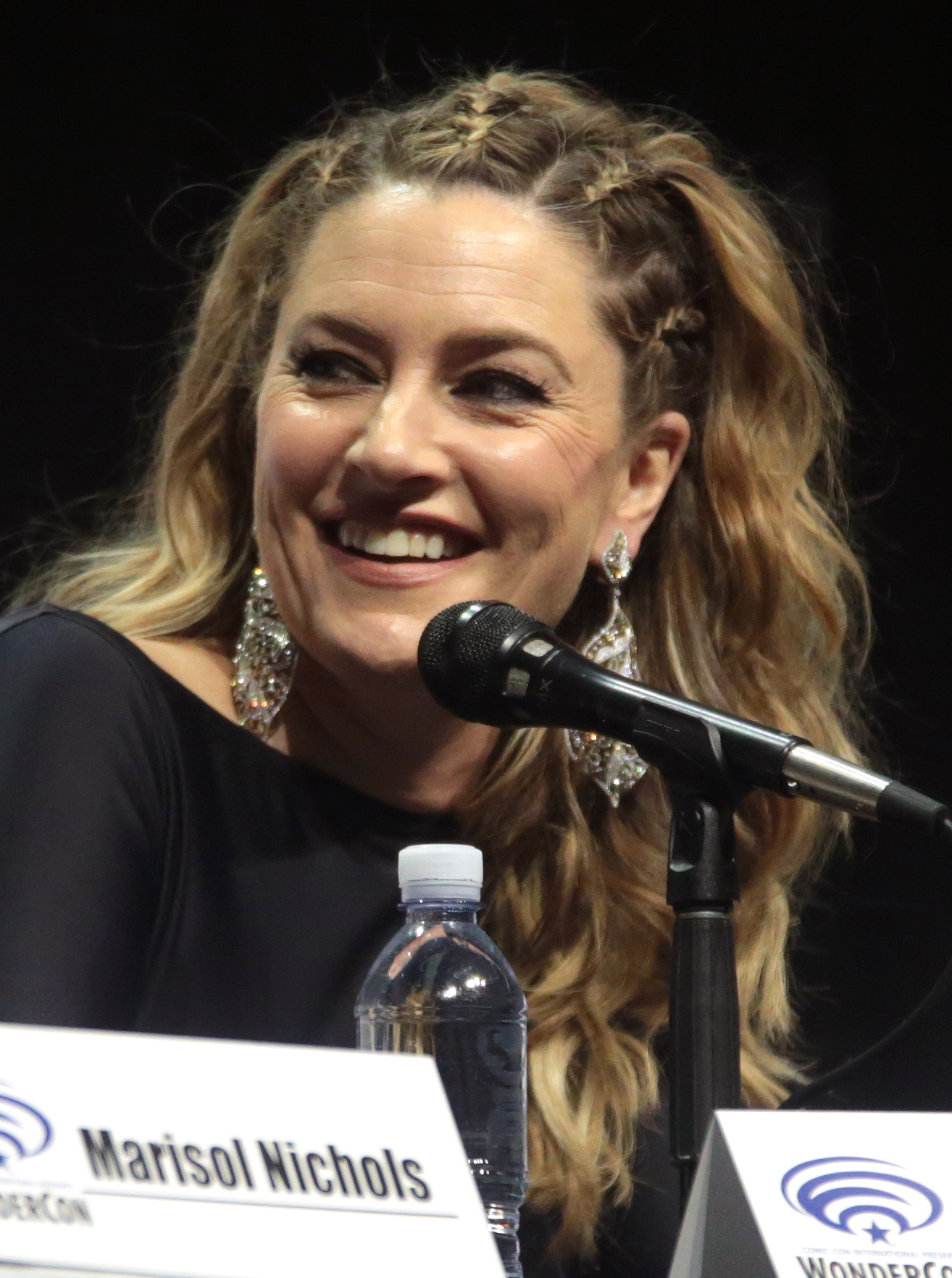
Медхен Емік у ролі Еліс.
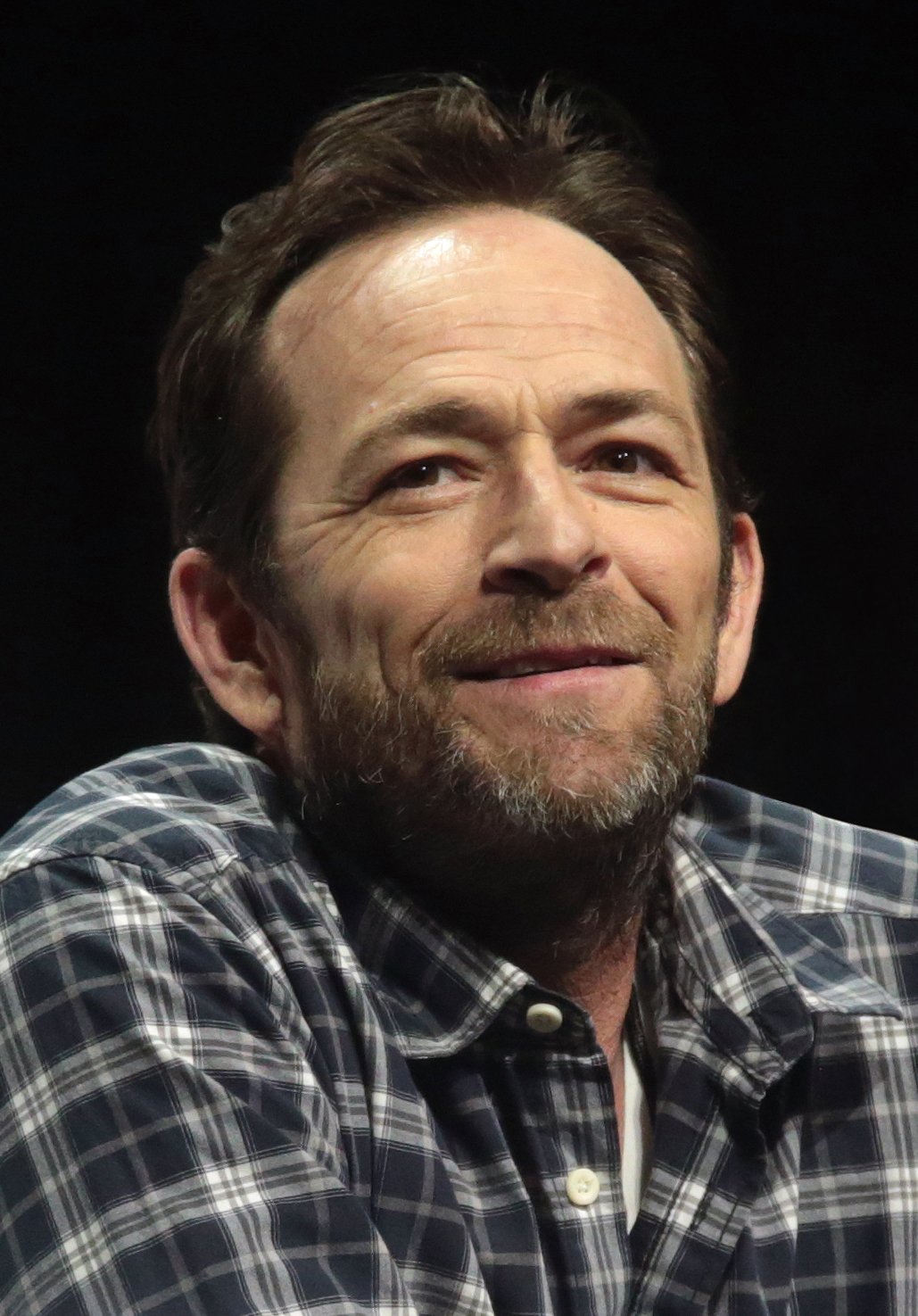
Люк Перрі у ролі Фреда.
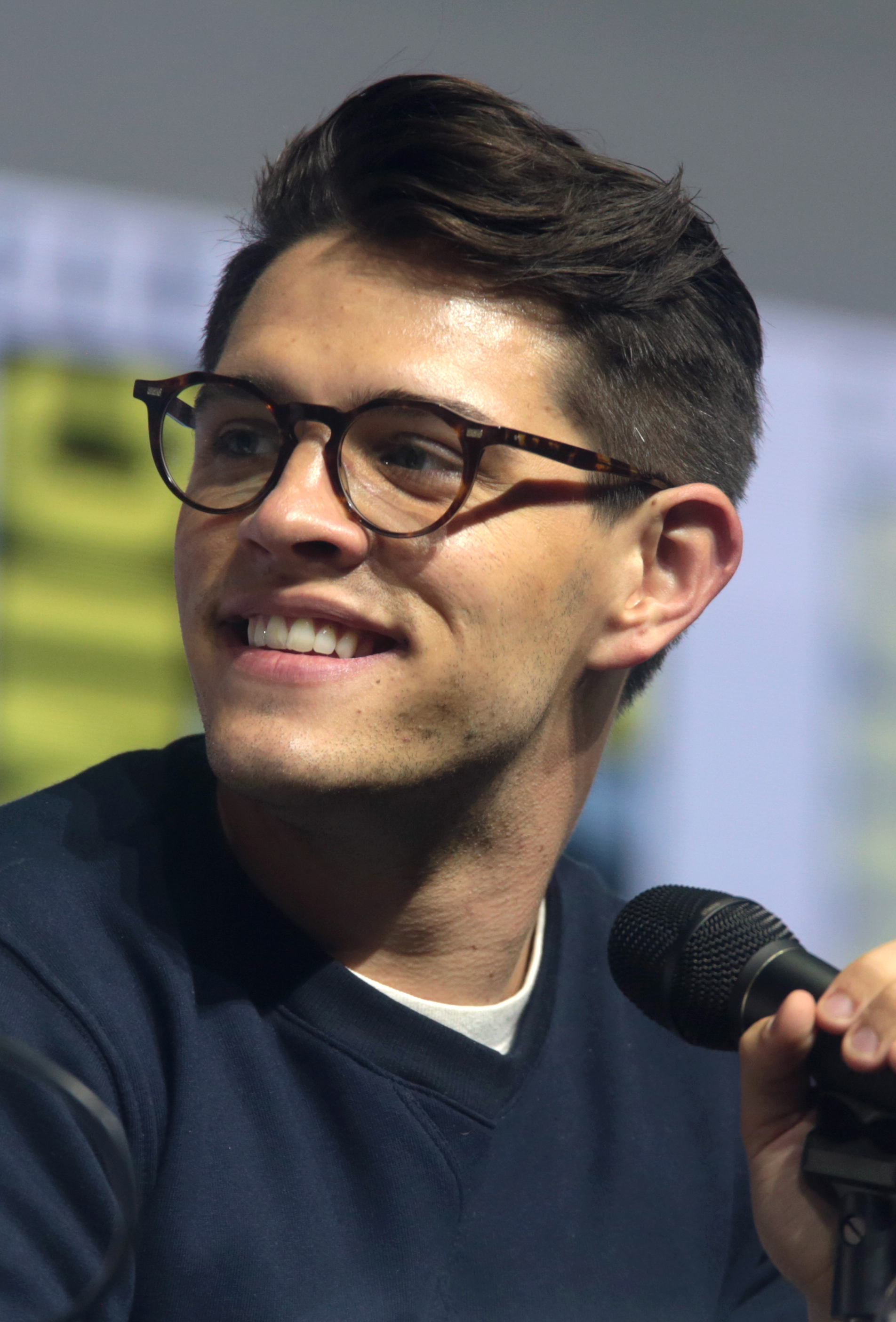
Кейсі Котт у ролі Кевіна.
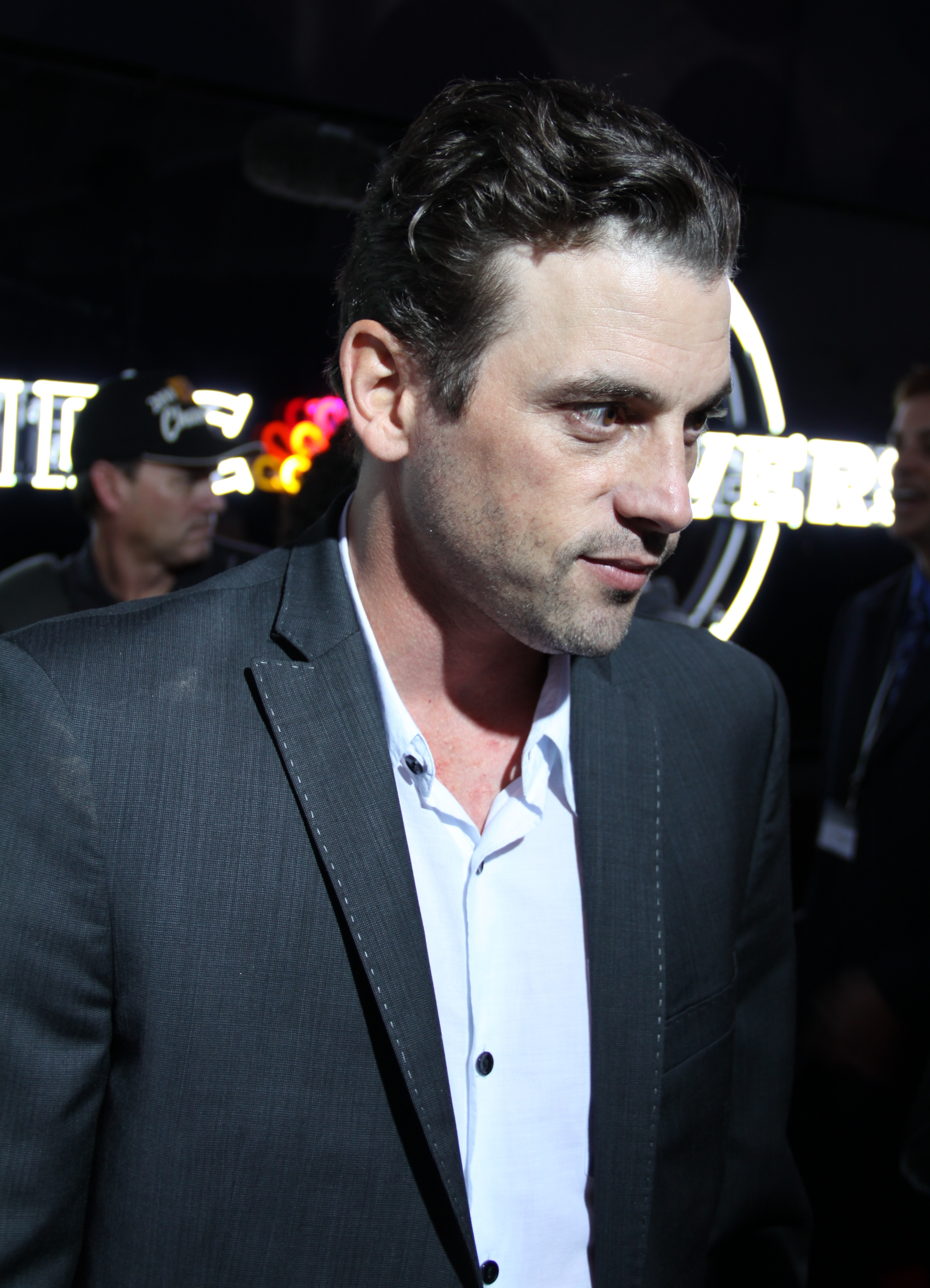
Скіт Ульріх у ролі Еф. Пі.
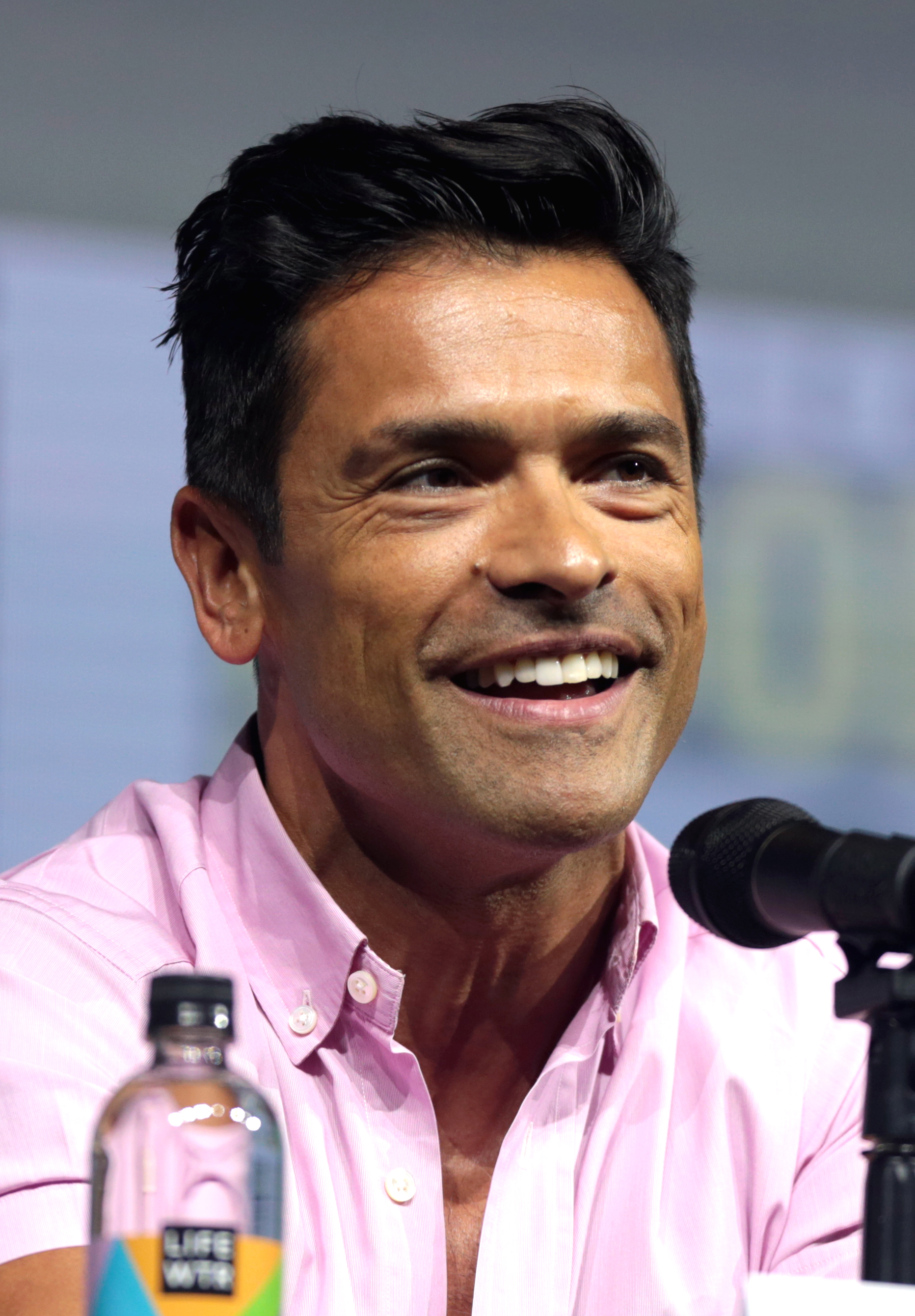
Марк Консуелос у ролі Гірама.

## Епізоди
| Сезон | Епізоди | Епізоди | Оригінальний показ | Оригінальний показ |
| Сезон | Епізоди | Епізоди | Перший показ       | Останній показ     |
| ----- | ------- | ------- | ------------------ | ------------------ |
| 1     | 13      | 13      | 26 січня 2017      | 11 травня 2017     |
| 2     | 22      | 22      | 11 жовтня 2017     | 16 травня 2018     |
| 3     | 22      | 22      | 10 жовтня 2018     | 15 травня 2019     |
| 4     | 19      | 19      | 9 жовтня 2019      | 6 травня 2020      |
| 5     | 19      | 19      | 20 січня 2021      | 6 жовтня 2021      |
| 6     | 22      | 22      | 16 листопада 2021  | 31 липня 2022      |
| 7     | 22      | 22      | 29 березня 2023    | 23 серпня 2023     |

## Виробництво

### Розвиток

Логотип каналу The CW

У 2013 компанія Warner Bros. почала розробку художнього фільму за мотивами коміксів Арчі після того, як письменник Роберто Агуірре-Сакаса та режисер Джейсон Мур помістили банду Арчі у задум підліткового комедійного фільму в традиціях Джона Г'юза. Вони вдвох принесли свою ідею до Warner Bros., віцепрезидент якого порекомендував зробити із неї проєкт із меншим акцентом на сюжеті та більшим фокусом на подорожах в часі та міжпросторових порталах, пропонуючи актора Луї Сі Кейя для ролі старшого Арчі. Продюсерами цього проєкту стали Ден Лін та Рой Лі. З часом проєкт почав відкладатися на дальні пріоритети, оскільки студія сконцентрувалася на більш успішних, на свою думку, фільмах, а первинний проєкт по коміксах Арчі перейшов у вигляд телевізійного серіалу. Спочатку «Рівердейл» розроблювався для каналу Fox, який у 2014 році уклад угоду під назвою "сценарій плюс штраф", який зобов'язував від розробників вихід на екрани пілотної серії. Проте у майбутньому Fox так і не просунувся вперед із розробкою проєкту. У 2015 виробництво телесеріалу перейшло до The CW.
12 травня 2016 The CW замовив пілотну серію на 29 січня 2016. 7 березня 2017 канал The CW оголосив, що подовжить серіал до другого сезону. 24 січня 2017 Роберто Агуірре-Сакаса повідомив, що один із епізодів другого сезону буде музичним та буде базуватися на мюзиклі Керрі: Мюзикл, що створений на базі книги Стівена Кінга «Керрі». . Частково це рішення було прийнято через успіх фільму Кімберлі Пірс Керрі, який вийшов у 2013.
2 квітня 2018 канал анонсував, що серіал подовжиться до третього сезону, а прем'єра першої серії відбудеться 10 жовтня 2018.

### Підбір акторів

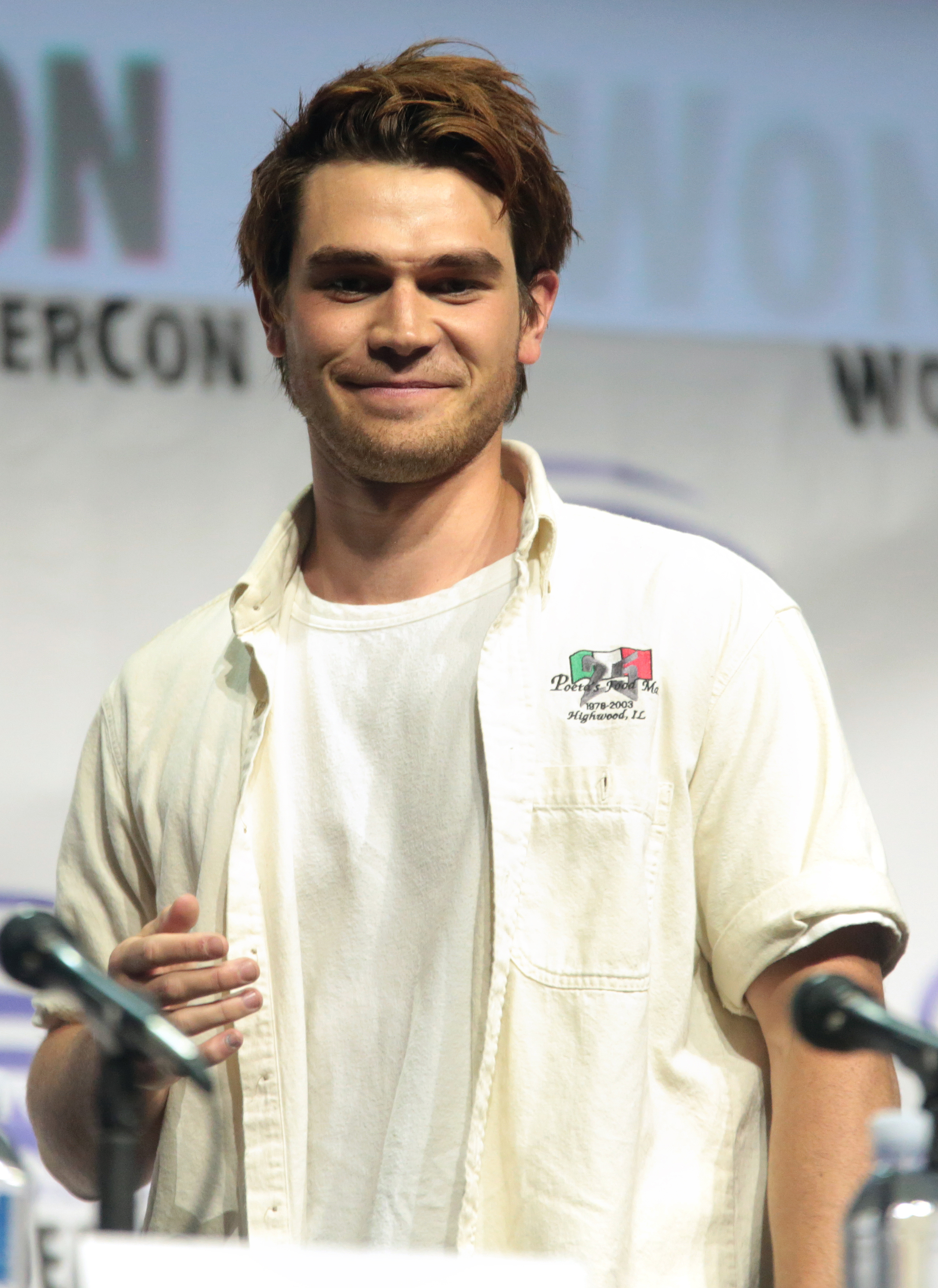
Актор Кей Джей Апа став фінальним додатком до акторського складу головних персонажів «Рівердейлу»

Підбір актора для ролі Арчі був складним процесом; Роберто Агуірре-Сакаса коментував: "Я думаю, ми бачили буквально кожного рудого хлопця у Лос-Анджелесі. Принаймні це точно саме так відчувалося." Команда виробництва знайшла Кей Джей Апу лише за три дні до того моменту, коли вони мали показувати тестові зйомки для каналу, що створило напругу між розробниками і каналом за останні дні до презентації.
У лютому 2016 першими для головних ролей були затверджені Лілі Рейнхарт та Коул Спроус, які були підписані на ролі Бетті Купер та Джагхеда Джонса, відповідно. Через кілька днів були прийняті Кей Джей Апа для ролі Арчі Ендрюса; Ешлі Мюррей для ролі Джозі МакКой; Меделін Петш для ролі Шеріл Блоссом; Люк Перрі для ролі Фреда Ендрюса та Каміла Мендес для ролі Вероніки Лодж.
У березні 2016 на роль Герміони Лодж була прийнята Марісоль Ніколс, а на роль Еліс Купер була підписана Медхен Емік. Через кілька днів на свої ролі були підписані Рос Батлер, Коді Керслі та Даніель Янг. Останнім актором, підписаним на другорядні ролі для серіалу був Кейсі Котт, який грає Кевіна Келлера — першого персонажа-гея коміксів Archie Comics.
У грудні 2016 було оголошено, що акторка Моллі Рінгуолд зіграє роль матері Арчі, Мері, у десятій серії першого сезону.
У квітні 2017 анонсували, що актора Марка Консуелоса підписали на роль батька Вероніки Лодж, Гірама Лодж, у другому сезоні телесеріалу. Ця роль стала другою позицією для Консуелоса, оскільки разом з цим він був підписаний для ролі в телесеріалі Pitch, офіційне скасування якого відбулося 1 травня 2017. Через місяць було оголошено, що актора Чарльза Мелтона було підписано на роль Реджі замість Роса Батлера, який покинув серіал, аби сфокусуватися на регулярній ролі в телесеріалі 13 Reasons Why. 12 травня 2017 було оголошено, що Кейсі Котта, який грає Кевіна Келлера, підвищили до регулярної ролі. Через пару днів повідомили, що персонажа Скіта Ульріха, Еф. Пі., також підвищили до регулярної ролі у другому сезоні.
У липні 2017 повідомили, що зірка телесеріалу Реальна кров Бріт Морган була підписана на другорядну роль Пенні Пібоді, адвоката Змій Саутсайду, яку кликали у випадках будь-яких проблем із законом. Незабаром було повідомлено, що Ванесса Морган зіграє роль Тоні Топаз — нову подружку Джагхеда. У серпні 2017 анонсували, що Грехема Філліпса підписали на роль Ніка Сент. Клер — колишнього хлопця Вероніки із Нью-Йорку. У жовтні 2017 до акторського складу приєднався Харт Дентон, який зіграє роль Чіка Сміта, брата Бетті.
У березні 2018 у 16 епізоді другого сезону Енді Коуен з'явився у ролі самого себе. У цьому епізоді він і Герміона показувалися у якості друзів. Він пропонував їй роль у реаліті-шоу The Real Housewives of New York City, але Герміона відмовилася від пропозиції, оскільки мала захищати приватність сім'ї Лодж. 2 травня 2018 було повідомлено, що Чарльз Мелтон та Ванесса Морган, які грають Реджі Мантеля та Тоні Топаз, відповідно, підвищуються до регулярних ролей у третьому сезоні телесеріалу.

### Зйомки

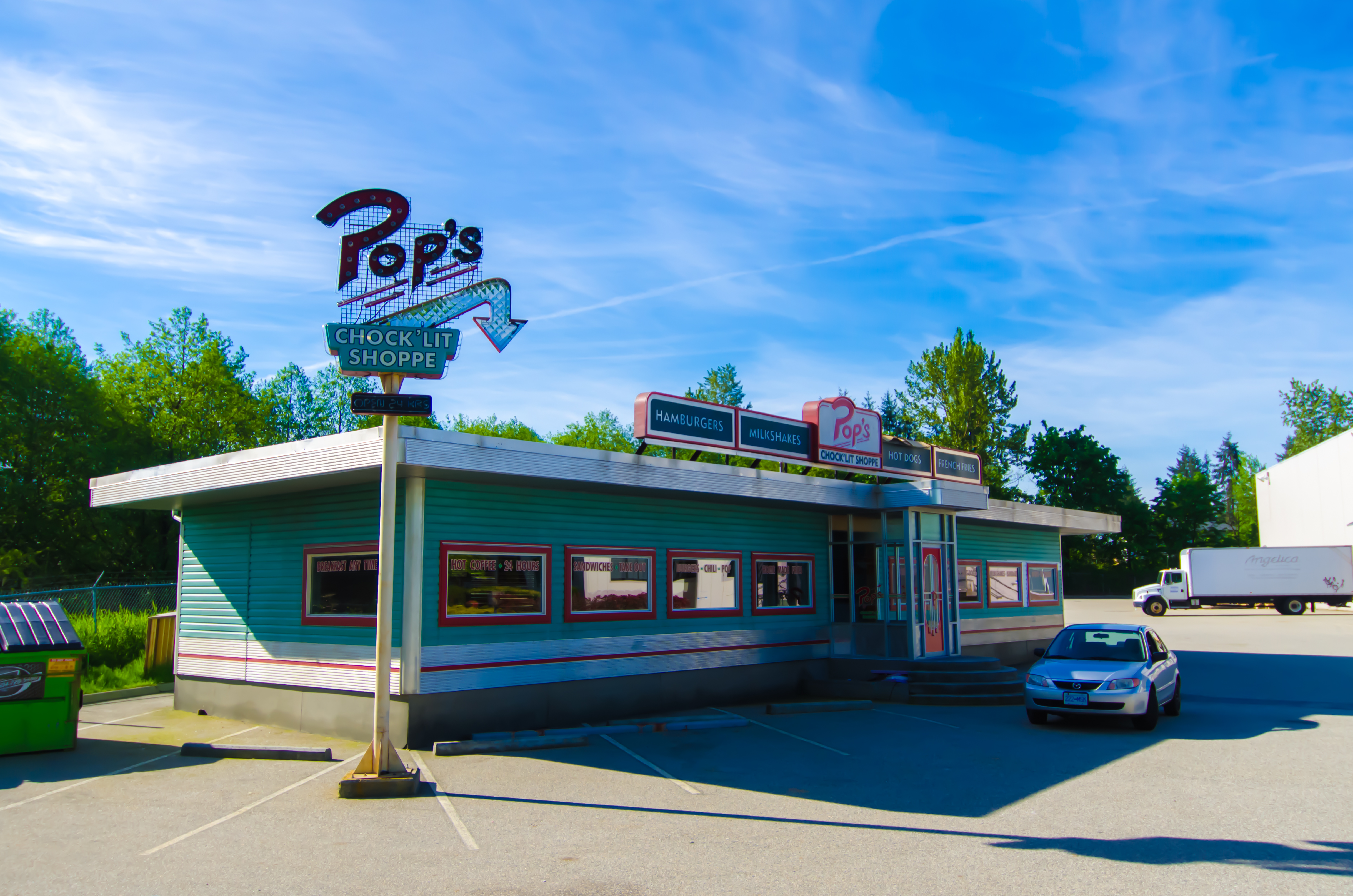
Знімальний майданчик «Шоколадна крамничка Попса» у Ванкувері, Канада

Зйомки пілотної серії почалися 14 березня 2016 і закінчилися 1 квітня у Ванкувері, Британська Колумбія. Зйомки решти 12 епізодів першого сезону почалися 7 вересня 2016 у Ванкувері. Для зйомок було збудовано «Шоколадну крамничку Попса» Попа Тейта — копію справжньої їдальні, яку використовували для знімальних робіт при пілотній серії. Збудована копія була настільки реалістичною, що пересічний водій вантажівки припаркував свій напівтрейлеровий вантажний автомобіль на парковці біля їдальні, вірячи, що вона була справжньою. Зйомки другого сезону проходили у Ванкувера, а також у недалекій Фрейзер Валлей. Повітряний вигляд Рівердейлу взятий із стокових матеріалів, які використовували в серіях Pretty Little Liars та Дівчата Гілмор, а орієнтири оформлення міста запозичені як і з вищезгаданих телесеріалів, так і з телесеріалу Зої Гарт із південного штату. Зйомки другого сезону почалися 22 червня 2017 і завершилися 27 березня 2018. Знімальні роботи третього сезону розпочалися 6 липня 2018.

### Пошани іншим фільмам і телесеріалам
Кілька рецензентів підмітили, що назви епізодів часто повністю або частково взяті і видозміненні із назв старих фільмів. Наприклад, De Elizabeth із TeenVogue вказала, що назва пілотної серії Рівердейлу «River's Edge» взята із фільму 1986 року із такою же назвою; назва фінальної серії запозичена із назви фільму 1997 року The Sweet Hereafter. Виконавчий продюсер Роберто Агуірре-Сакаса вказав, що ці назви були навмисним вибором, аби натякнути глядачам, що саме станеться в цьому епізоді. Посилання на художній сетинґ серії «Сан Джуніперо» британського телесеріалу Чорне дзеркало зустрічається у першому сезоні, а також чутний в діалогах персонажів у другому сезоні.
Додатково, Кейті-Куїз Сміт із Popbuzz примічає, що заставка при початку епізодів «Рівердейлу» повністю відповідає заставці телесеріалу Твін Пікс, що служить навмисним ушануванням співавтора цього телесеріалу, Девіда Лінча.

## Музика
Протягом серій телесеріалу широко використовується часте музичне супроводження, що включає в себе як і кавер-версії пісень, так і оригінали. Після прем'єри кожної серії було випущено цифровий сингл. 12 травня 2017 WaterTower Music випустив цифрову збірку пісень із першого сезону.
Альбом музичних треків, які створив і виконав Блейк Нілі для першого сезону вийшов 18 липня 2017 на CD-диску через лейбл La-La Land Records та у цифровому форматі через WaterTower Music. 19 квітня 2018 WaterTower Music випустив цифровий альбом із піснями, які були використані у спеціальному музикальному епізоді другого сезону. Видання із довготривальною пластинкою вийшло 13 липня 2018 у магазинах Urban Outfitters.

### Сезон 1
| Рівердейл: Сезон 1 (Оригінальні телевізійні саундтреки) | Рівердейл: Сезон 1 (Оригінальні телевізійні саундтреки)                              | Рівердейл: Сезон 1 (Оригінальні телевізійні саундтреки)                | Рівердейл: Сезон 1 (Оригінальні телевізійні саундтреки) |
| #                                                       | Назва                                                                                | Виконавець                                                             | Тривалість                                              |
| ------------------------------------------------------- | ------------------------------------------------------------------------------------ | ---------------------------------------------------------------------- | ------------------------------------------------------- |
| 1.                                                      | «The Song That Everyone Sings»                                                       | Кей Джей Апа                                                           | 3:46                                                    |
| 2.                                                      | «Fear Nothing»                                                                       | Ешлі Мюррей, Asha Bromfield та Hayley Law                              | 2:37                                                    |
| 3.                                                      | «All Through The Night»                                                              | Ешлі Мюррей, Asha Bromfield та Hayley Law                              | 2:37                                                    |
| 4.                                                      | «Dance Dance Dance»                                                                  | Кей Джей Апа                                                           | 1:00                                                    |
| 5.                                                      | «Candy Girl (Sugar Sugar)» (кавер-версія пісні гурту Inner Circle разом із Flo Rida) | Ешлі Мюррей, Asha Bromfield, Hayley Law та Меделін Петш                | 2:19                                                    |
| 6.                                                      | «I Feel Love»                                                                        | Ешлі Мюррей, Asha Bromfield, Hayley Law та Каміла Мендес               | 3:11                                                    |
| 7.                                                      | «I'll Try»                                                                           | Кей Джей Апа                                                           | 3:15                                                    |
| 8.                                                      | «I Got You»                                                                          | Кей Джей Апа та Hayley Law                                             | 3:32                                                    |
| 9.                                                      | «Kids in America»                                                                    | Кей Джей Апа та Каміла Мендес                                          | 2:55                                                    |
| 10.                                                     | «Our Fair Riverdale»                                                                 | Ешлі Мюррей, Asha Bromfield, Hayley Law                                | 1:19                                                    |
| 11.                                                     | «Astronaut»                                                                          | Ешлі Мюррей, Asha Bromfield, Hayley Law та Каміла Мендес               | 3:28                                                    |
| 12.                                                     | «These Are the Moments I Remember»                                                   | Ешлі Мюррей, Asha Bromfield, Hayley Law, Каміла Мендес та Кей Джей Апа | 2:58                                                    |

| Рівердейл: Сезон 1 (Оригінальні телевізійні музичні треки) | Рівердейл: Сезон 1 (Оригінальні телевізійні музичні треки) | Рівердейл: Сезон 1 (Оригінальні телевізійні музичні треки) | Рівердейл: Сезон 1 (Оригінальні телевізійні музичні треки) |
| #                                                          | Назва                                                      | Виконавець                                                 | Тривалість                                                 |
| ---------------------------------------------------------- | ---------------------------------------------------------- | ---------------------------------------------------------- | ---------------------------------------------------------- |
| 1.                                                         | «Riverdale»                                                | Blake Neely                                                | 2:58                                                       |
| 2.                                                         | «If You Love Me»                                           | Blake Neely                                                | 2:06                                                       |
| 3.                                                         | «Viral Gossip in Town»                                     | Blake Neely                                                | 3:08                                                       |
| 4.                                                         | «Everyone a Suspect»                                       | Blake Neely                                                | 2:33                                                       |
| 5.                                                         | «Receiving the Jersey»                                     | Blake Neely                                                | 1:56                                                       |
| 6.                                                         | «Doubts and Accusations»                                   | Blake Neely                                                | 2:24                                                       |
| 7.                                                         | «All is OK With Milkshakes»                                | Blake Neely                                                | 2:48                                                       |
| 8.                                                         | «Long Reach»                                               | Blake Neely                                                | 3:47                                                       |
| 9.                                                         | «Ended Up Drowning»                                        | Blake Neely                                                | 4:11                                                       |
| 10.                                                        | «Irreconcilable»                                           | Blake Neely                                                | 3:25                                                       |
| 11.                                                        | «So Many Questions»                                        | Blake Neely                                                | 2:42                                                       |
| 12.                                                        | «A Gift / Forced to Leave»                                 | Blake Neely                                                | 3:23                                                       |
| 13.                                                        | «Not Making the Play»                                      | Blake Neely                                                | 3:25                                                       |
| 14.                                                        | «Overwhelming Evidence»                                    | Blake Neely                                                | 3:53                                                       |
| 15.                                                        | «Realizations»                                             | Blake Neely                                                | 2:02                                                       |
| 16.                                                        | «Do You Feel Guilty?»                                      | Blake Neely                                                | 2:38                                                       |
| 17.                                                        | «Into the Woods»                                           | Blake Neely                                                | 3:21                                                       |
| 18.                                                        | «Name of the Game»                                         | Blake Neely                                                | 3:38                                                       |
| 19.                                                        | «Angry and Vulnerable Girls»                               | Blake Neely                                                | 2:52                                                       |
| 20.                                                        | «Results of the Father»                                    | Blake Neely                                                | 4:39                                                       |
| 21.                                                        | «Your Father Was Arrested»                                 | Blake Neely                                                | 2:44                                                       |
| 22.                                                        | «The Recording»                                            | Blake Neely                                                | 4:12                                                       |
| 23.                                                        | «Oh, Mommy!»                                               | Blake Neely                                                | 3:51                                                       |
| 24.                                                        | «What Floats Beneath»                                      | Blake Neely                                                | 3:29                                                       |
| 25.                                                        | «Never Safe»                                               | Blake Neely                                                | 1:59                                                       |

### Сезон 2
| Рівердейл: Сезон 2 (Оригінальні телевізійні саундтреки) | Рівердейл: Сезон 2 (Оригінальні телевізійні саундтреки) | Рівердейл: Сезон 2 (Оригінальні телевізійні саундтреки)  | Рівердейл: Сезон 2 (Оригінальні телевізійні саундтреки) |
| #                                                       | Назва                                                   | Виконавець                                               | Тривалість                                              |
| ------------------------------------------------------- | ------------------------------------------------------- | -------------------------------------------------------- | ------------------------------------------------------- |
| 1.                                                      | «Milkshake»                                             | Ешлі Мюррей, Asha Bromfield та Меделін Петш              | 2:56                                                    |
| 2.                                                      | «Out Tonight»                                           | Ешлі Мюррей, Asha Bromfield, Hayley Law та Каміла Мендес | 3:47                                                    |
| 3.                                                      | «Spooky»                                                | Ешлі Мюррей                                              | 2:40                                                    |
| 4.                                                      | «Mad World»                                             | Кей Джей Апа, Каміла Мендес та Лілі Рейнхарт             | 3:08                                                    |
| 5.                                                      | «God Rest You Merry, Gentlemen»                         | Ешлі Мюррей та Кейсі Котт                                | 2:10                                                    |
| 6.                                                      | «Union of the Snake»                                    | Каміла Мендес, Asha Bromfield та Hayley Law              | 2:43                                                    |
| 7.                                                      | «Bitter Sweet Symphony»                                 | Ешлі Мюррей та Каміла Мендес                             | 4:05                                                    |
| 8.                                                      | «Sufferin' Till Suffrage»                               | Ешлі Мюррей та Каміла Мендес                             | 1:42                                                    |
| 9.                                                      | «You'll Never Walk Alone»                               | Меделін Петш                                             | 1:50                                                    |

## Відгуки критиків
| Сезон | Сезон | Відгуки критиків  | Відгуки критиків |
| Сезон | Сезон | Rotten Tomatoes   | Metacritic       |
| ----- | ----- | ----------------- | ---------------- |
|       | 1     | 88% (54 рецензії) | 68 (36 рецензії) |
|       | 2     | 87% (13 рецензій) | TBD              |

Телесеріал отримав позитивні відгуки кінокритиків. На сайті Rotten Tomatoes телесеріал має свіжий рейтинг 88 % на основі 54 рецензій з середнім балом 7.27/10. На сторінці погодженої критики можна прочитати: "«Рівердейл» пропонує кумедне свідоме переосмислення джерел класичних матеріалів, які довели свою страшнувату, дивацьку, сміливу і, найголовніше, захоплюючу природу." На сайті Metacritic телесеріал має оцінку 68 з 100 на основі 36 рецензій критиків, що відповідає статусу «в цілому позитивні відгуки». Дейв Неметц із TVLine дав телесеріалу "B+", кажучи, що він "став митецько змайстрованою, миттєво притягаючою підлітковою драмою із купою потенціалу."
Деякі рецензенти критикували серії за менеджмент другорядних персонажів. Під час рецензії на перший сезон, Кадін Гріффітс із Bustle заявила, що "шоу маргіналізує та ігнорує людей кольорів у акторському складі до такого ступеню, що їх можна там взагалі і не побачити." У статті для Vulture Анджеліка Джейд Бастієн дискутувала щодо Джозі та кішечок (кожна учасниця з гурту якого є афроамериканкою), примічаючи: "Вони не є повноцінними персонажами, а скоріше транспортом для 'повідомлення'. Джозі та її кішечки мають доносити повідомлення того, що «Рівердейл» є більш сучасним, ніж підліткові драми минулого, хоча разом із цим цьому суперечить расовий склад акторів телесеріалу." Монік Джонс із Ebony примітила, що: "Незважаючи на багаторасовий вибір акторського складу, все ще здається, що «Рівердейл» є в більшості випадків білим містом." Вона також висловила симпатію стосункам Арчі Ендрюса та Валері Браун, але наголосила, що "Арчі не має бути тим, що робить Валері цікавою для нас."

## Телеперегляди
Телесеріал транслюється по каналу The CW, який у 2015-2016 мав середню кількість телеглядачів у 0,87 мільйонів (0.30% від вікової категорії 18-49) для телесеріалу Crazy Ex-Girlfriend та 3,53 мільйони телеглядачів (1.37% від вікової категорії 18-49) для телесеріалу Флеш.
Найбільша кількість телеглядачів переглянула прем'єру першого епізоду другого сезону, «Chapter Fourteen: A Kiss Before Dying», що становило 2,34 мільйони переглядів. Найменша кількість телеглядачів переглянула десятий епізод першого сезону, «Chapter Ten: Secrets and Sins», що становило лише 872 тисячі переглядів.
| Сезон | Час показу    | Кількість епізодів | Прем'єра       | Прем'єра               | Фінал          | Фінал                  | Кількість телеглядачів (в середньому) |
| Сезон | Час показу    | Кількість епізодів | Дата           | Кількість телеглядачів | Дата           | Кількість телеглядачів | Кількість телеглядачів (в середньому) |
| ----- | ------------- | ------------------ | -------------- | ---------------------- | -------------- | ---------------------- | ------------------------------------- |
| 1     | Четвер, 21:00 | 13                 | 26 січня 2017  | 1,37 мільйони          | 11 травня 2017 | 962,000                | 1,04 мільйони                         |
| 2     | Середа, 20:00 | 22                 | 11 жовтня 2017 | 2,34 мільйони          | 16 травня 2018 | 1,27 мільйони          | 1,37 мільйони                         |

## Нагороди та номінації
| Рік  | Нагорода               | Категорія                                                  | Предмет номінації                    | Результат    | Виноски |
| ---- | ---------------------- | ---------------------------------------------------------- | ------------------------------------ | ------------ | ------- |
| 2017 | Saturn Awards          | Best Action-Thriller Television Series                     | Рівердейл                            | Перемога     | [ 91 ]  |
| 2017 | Saturn Awards          | Best Performance by a Younger Actor in a Television Series | Кей Джей Апа                         | Номінація    | [ 91 ]  |
| 2017 | Saturn Awards          | Breakthrough Performance                                   | Кей Джей Апа                         | Перемога     | [ 92 ]  |
| 2017 | кінопремія Лев         | Best Production Design in a Dramatic Series                | Tyler Harron for "Pilot - Chapter 1" | Номінація    | [ 93 ]  |
| 2017 | Teen Choice Awards     | Choice Breakout TV Show                                    | Рівердейл                            | Перемога     | [ 94 ]  |
| 2017 | Teen Choice Awards     | Choice Breakout TV Star                                    | Кей Джей Апа                         | Номінація    | [ 94 ]  |
| 2017 | Teen Choice Awards     | Choice Breakout TV Star                                    | Лілі Рейнхарт                        | Перемога     | [ 94 ]  |
| 2017 | Teen Choice Awards     | Choice Drama TV Actor                                      | Коул Спроус                          | Перемога     | [ 94 ]  |
| 2017 | Teen Choice Awards     | Choice Drama TV Show                                       | Рівердейл                            | Перемога     | [ 94 ]  |
| 2017 | Teen Choice Awards     | Choice Hissy Fit                                           | Меделін Петш                         | Перемога     | [ 94 ]  |
| 2017 | Teen Choice Awards     | Choice Scene Stealer                                       | Каміла Мендес                        | Перемога     | [ 94 ]  |
| 2017 | Teen Choice Awards     | Choice TV Ship                                             | Лілі Рейнхарт та Коул Спроус         | Перемога     | [ 94 ]  |
| 2018 | Dorian Awards          | Campy TV Show of the Year                                  | Рівердейл                            | Номінація    | [ 95 ]  |
| 2018 | MTV Movie & TV Awards  | Best Kiss                                                  | Кей Джей Апа та Каміла Мендес        | Номінація    | [ 96 ]  |
| 2018 | MTV Movie & TV Awards  | Best Musical Moment                                        | Рівердейл                            | Номінація    | [ 96 ]  |
| 2018 | MTV Movie & TV Awards  | Scene Stealer                                              | Меделін Петш                         | Перемога     | [ 96 ]  |
| 2018 | MTV Movie & TV Awards  | Show of the Year                                           | Рівердейл                            | Номінація    | [ 96 ]  |
| 2018 | People's Choice Awards | Drama Show of 2018                                         | Рівердейл                            | В очікуванні | [ 97 ]  |
| 2018 | People's Choice Awards | Drama TV Star of 2018                                      | Кей Джей Апа                         | В очікуванні | [ 97 ]  |
| 2018 | People's Choice Awards | Female TV Star of 2018                                     | Каміла Мендес                        | В очікуванні | [ 97 ]  |
| 2018 | People's Choice Awards | Male TV Star of 2018                                       | Коул Спроус                          | В очікуванні | [ 97 ]  |
| 2018 | Saturn Awards          | Best Action-Thriller Television Series                     | Рівердейл                            | Номінація    | [ 98 ]  |
| 2018 | Saturn Awards          | Best Performance by a Younger Actor in a Television Series | Кей Джей Апа                         | Номінація    | [ 98 ]  |
| 2018 | Saturn Awards          | Best Performance by a Younger Actor in a Television Series | Лілі Рейнхарт                        | Номінація    | [ 98 ]  |
| 2018 | Saturn Awards          | Best Performance by a Younger Actor in a Television Series | Коул Спроус                          | Номінація    | [ 98 ]  |
| 2018 | Teen Choice Awards     | Choice Breakout TV Star                                    | Ванесса Морган                       | Перемога     | [ 99 ]  |
| 2018 | Teen Choice Awards     | Choice Hissy Fit                                           | Меделін Петш                         | Перемога     | [ 99 ]  |
| 2018 | Teen Choice Awards     | Choice Drama TV Actor                                      | Кей Джей Апа                         | Номінація    | [ 99 ]  |
| 2018 | Teen Choice Awards     | Choice Drama TV Actor                                      | Коул Спроус                          | Перемога     | [ 99 ]  |
| 2018 | Teen Choice Awards     | Choice Drama TV Actress                                    | Каміла Мендес                        | Номінація    | [ 99 ]  |
| 2018 | Teen Choice Awards     | Choice Drama TV Actress                                    | Лілі Рейнхарт                        | Перемога     | [ 99 ]  |
| 2018 | Teen Choice Awards     | Choice Drama TV Show                                       | Рівердейл                            | Перемога     | [ 99 ]  |
| 2018 | Teen Choice Awards     | Choice Liplock                                             | Коул Спроус та Лілі Рейнхарт         | Перемога     | [ 99 ]  |
| 2018 | Teen Choice Awards     | Choice Scene Stealer                                       | Ванесса Морган                       | Перемога     | [ 99 ]  |
| 2018 | Teen Choice Awards     | Choice TV Ship                                             | Кей Джей Апа та Каміла Мендес        | Номінація    | [ 99 ]  |
| 2018 | Teen Choice Awards     | Choice TV Ship                                             | Лілі Рейнхарт та Коул Спроус         | Перемога     | [ 99 ]  |
| 2018 | Teen Choice Awards     | Choice TV Villain                                          | Марк Консуелос                       | Перемога     | [ 99 ]  |

## Спільний всесвіт

### «Моторошні пригоди Сабріни»
У вересні 2017 року було оголошено, що триває розробка телесеріалу на основі коміксу «Моторошні пригоди Сабріни» для каналу The CW, якою займаються Warner Bros. Television і Грег Берланті, запланована дата показу — 2018-2019 телевізійний сезон. Планувалося, що новий проєкт стане супутником телесеріалу «Рівердейл» і розповідатиме про Сабріну Спеллман, також героїню «Archie Comics». Режисером пілоту став Лі Толанд Крігер, сценарій написав Роберто Агірре-Сакаса, які також стали виконуючими продюсерами разом з Грегом Берланті, Сарою Шехтер і Джоном Голдвотером. У грудні 2017 року проєкт було перенесено на платформу Netflix.. Президент мережі The CW Марк Педовітц сказав, що на рішення компанії Warner Bros. Television перенести серіал на онлайн-платформу вплинула можливість Netflix замовити одразу два сезони. Зйомки першого сезону розпочалися 19 березня 2018 року, одразу після завершення зйомок другого сезону «Рівердейлу», що дозволило тій самій команді працювати над обома серіалами.
У січні 2018 року Марк Педовітц відмітив, що на той момент перетин серіалів не планується. Мозес Тіссен зіграв роль Бена Баттон з «Рівердейлу» у першому сезоні «Моторошних пригод Сабріни». Щодо справжнього перетину серіалів, Роберто Агірре-Сакаса у жовтні 2018 року сказав, що дуже не хотів би, щоб це ніколи не відбулося. Він також додав, що потенційною ідеєю є те, що персонажі з «Рівердейлу» чують про будинок з привидами у Гріндейлі, намагаються вдертися туди, і він виявляється будинком Сабріни. Він також відмітив, що через те, що обидва серіали вже розплановані, перетин серіалів може відбутися у фільмі з участю акторського складу обох серіалів, який потенційно буде мати назву «Загробне життя з Арчі» і буде заснований на однойменному коміксі імпринту «Archie Horror».

### Можливийспін-оф
У серпні 2018 року Роберто Агірре-Сакаса оголосив, що ще один спін-оф знаходиться на стадії розробки. Він також додав, що новий проєкт буде дуже відрізнятися від «Рівердейлу» і буде створений у цьому циклі розробки.